# Симеон Трирски
Симеон Трирски или Симеон из Сиракузе (Трир) (10. век, Сиракуза (Сицилија) - 1 (14) јун 1035, Трир (Немачка)) - византијски монах који је живот завршио као пустињак. 

## Традиција
Симеон из Сиракузе рођен је у граду Сиракузи на острву Сицилији крајем 10. века. Његов отац је био грчки официр и са седам година дечак је превезен у Цариград, где је стекао добро образовање. Када је постао пунолетан, кренуо је на ходочашће у Палестину, где се упознао са свим хришћанским светињама и постао вођа ходочасничких група.
Временом се замонашио, неко време живео у Витлејему, а потом се настанио у манастиру Свете Катарине на Синају. Као чин послушања, по налогу манастирске јерархије, отишао је у Европу код војводе од Нормандије Ричарда II Доброг, који је манастиру обећао велику новчану помоћ. После дугог и тешког пута, по доласку у Руан, сазнао је да је војвода умро и да његов наследник не намерава да донира манастир.
Посетивши Трир, Симеон се сусрео са локалним архиепископом Попом, са којим је ходочастио у Свету земљу (1028-1030). По повратку у Трир, Симеон је затражио од архиепископа његов благослов да буде затворен у источној кули староримске капије. Свети Симеон је зазидан на празник Светог Апостола Андреја 1030. године. Од тада су наводно почела да се дешавају чуда.

## Житије
1(14) јуна 1035. године умро је свети Симеон. Убрзо касније, архиепископ Попо је у Риму дао изјаву о канонизацији пустињака. Што је учинио папа Бенедикт IX. Ова канонизација била је друга у историји папства.
Године 1041. на месту Симеоновог заточеништва почела је изградња цркве која носи његово име. У близини је основан мали манастир. И то је спасило древну римску капију Трира од уништења у средњем веку, када су локални становници користили старе структуре као каменоломе.
Црква Светог Симеона стајала је до 1803. године. Наполеон је наредио уништење цркве и реконструкцију римских капија Трира у њиховом изворном облику. Што је и учињено.